# Tagbau (Einheit)
Tagbau war ein österreichisches Flächen- und Feldmaß in Lavanttal (Kärnten).
- 1 Tagbau = 1200 Quadratklafter (Wiener = 3,597 Quadratmeter) = rund 4316 Quadratmeter